# Pluteus luteus
Pluteus luteus är en svampart som först beskrevs av Redhead & B. Liu, och fick sitt nu gällande namn av Redhead 1984. Pluteus luteus ingår i släktet Pluteus och familjen Pluteaceae.   Inga underarter finns listade i Catalogue of Life.